# Campeonato Português da Primeira Divisão de Hóquei em Campo de 2017-18
O Campeonato Português da Primeira Divisão de Hóquei em Campo de 2017/2018 foi a 68ª edição, competição organizada pela Federação Portuguesa de Hóquei ,  É disputada por 8 equipas, em duas fases. O Casa Pia Atlético Clube conquistou o seu 1º Título.

## 2ª Fase: Play Off
FINAL (Jogo 3) – 17.Junho.2018 - AD Lousada - Casa Pia AC, 3 – 4
FINAL (Jogo 2) – 16.Junho.2018 - AD Lousada - Casa Pia AC, 1 – 0
FINAL (Jogo 1) – 10.Junho.2018 - Casa Pia AC - AD Lousada, 4 - 1

1/2 Final 2 (a | b) – 02.Junho.2018 - AD Lousada - Juventude HC, 5-1
1/2 Final 2 (a | b) – 02.Junho.2018 - CFU Lamas - Hóquei - Casa Pia AC, 3-5
1/2 Final 1 (a) – 27.Maio.2018 - Juventude HC - AD Lousada, 2-3
1/2 Final 1 (b) – 26.Maio.2018 - Casa Pia AC - CFU Lamas - Hóquei, 2-1
Não pode haver empates; se, no final dos 70 min, o jogo estiver empatado, o vencedor será encontrado no desempate por shoot-outs (SO)

### Melhores Marcadores
| Pos. | Nome             | Equipa         | Golos |
| ---- | ---------------- | -------------- | ----- |
| 1    | Ricardo Teixeira | AD Lousada “A” | 36    |
| 2    | Diogo Sequeira   | CF Benfica     | 18    |
| 3    | João Penetra     | Casa Pia AC    | 15    |
| 4    | Vasco Ribeiro    | Juventude HC   | 15    |

## Clasificação da Fase de Apuramento
|    | Clasificação 2016-2017 | J  | V  | E | D  | GM | GS  | Dif. | Pts |
| -- | ---------------------- | -- | -- | - | -- | -- | --- | ---- | --- |
| 1. | AD Lousada A           | 14 | 10 | 3 | 1  | 78 | 29  | +49  | 33  |
| 2. | CFU Lamas              | 14 | 10 | 1 | 3  | 54 | 25  | +29  | 31  |
| 3. | Casa Pia AC            | 14 | 9  | 2 | 3  | 65 | 22  | +43  | 29  |
| 4. | Juventude HC           | 14 | 7  | 3 | 4  | 42 | 28  | +14  | 24  |
| 5. | CF Benfica             | 14 | 6  | 2 | 6  | 43 | 37  | +6   | 20  |
| 6. | GD Viso                | 14 | 3  | 2 | 9  | 33 | 39  | -6   | 11  |
| 7. | Ramaldense FC          | 14 | 2  | 2 | 10 | 21 | 57  | -36  | 8   |
| 8. | AD Lousada B           | 14 | 0  | 1 | 13 | 13 | 112 | -99  | 1   |

## Calendário
|                | ADL A | CFUL | CPAC | JHC | CFB | GDV | RFC | ADL B |
| AD Lousada “A” |       | 1-1  | 4-3  | 4-2 | 3-1 | 6-3 | 8-1 | 20-0  |
| CFU Lamas      | 2-4   |      | 1-0  | 5-1 | 7-2 | 5-1 | 5-2 | 6-2   |
| Casa Pia AC    | 5-1   | 3-1  |      | 1-4 | 5-1 | 4-2 | 9-1 | 14-0  |
| Juventude HC   | 4-4   | 2-4* | 2-2  |     | 2-1 | 2-1 | 8-0 | 6-1   |
| CF Benfica     | 3-3   | 4-2  | 3-6  | 3-2 |     | 3-2 | 5-1 | 6-0   |
| GD Viso        | 1-3   | 1-4  | 1-5  | 2-2 | 2-1 |     | 3-0 | 10-0  |
| Ramaldense FC  | 0-8   | 1-5  | 1-1  | 0-1 | 2-2 | NR  |     | 5-1   |
| AD Lousada “B” | 3-6   | 1-6  | 0-7  | 0-4 | 0-8 | 4-4 | 1-7 |       |

Notes:
- ao abrigo do exposto no Art.º 26.º do RGP (Juventude HC-CFU Lamas – Hóquei, 2-4 - 8ª Jornada – 01.Maio.2018)

NR = Nao se realizou